# Müllverbrennungsanlage Leudelange
Die Müllverbrennungsanlage Leudelange ist die einzige Müllverbrennungsanlage in Leudelange in Luxemburg. Sie ging 1976 in Betrieb und kann auf einer Linie 480 Tonnen Müll pro Tag verarbeiten. Die Verbrennung des Abfalls erfolgt bei einer Temperatur von über 850 °C. Um diese zu erreichen, kommen beim Anfahren der Anlage zusätzliche Ölbrenner zum Einsatz. Die bei der Verbrennung entstehende Wärme wird genutzt, um Dampf mit einer Temperatur von 400 °C zu erzeugen, der zum Antrieb einer Turbine genutzt wird, die einen nachgeschalteten Generator mit 17 MW Leistung antreibt. Die Rauchgase strömen mit einer Temperatur von ca. 200 °C in die mehrstufige Rauchgasreinigung. Hierbei dient Natriumcarbonat zur Bindung gasförmiger Schadstoffe, während feste Schadstoffe von eingestreutem Herdofenkoks absorbiert werden. Bevor die Abgase durch den 82 m hohen Kamin geleitet werden, werden die im Rauchgas enthaltenen Stickoxide mittels Ammoniakwasser und mit Hilfe eines Katalysators entfernt.